# Liste öffentlicher Kneipp-Anlagen im Zollernalbkreis
In der Liste öffentlicher Kneipp-Anlagen im Zollernalbkreis sind öffentliche Kneipp-Anlagen für Orte, die zum Zollernalbkreis in Baden-Württemberg gehören, aufgeführt. Sie ist primär nach Orten sortiert, unabhängig davon, ob es sich um Ortsteile, Gemeinden oder Städte handelt. Kneipp-Anlagen können laut Kneipp-Bund in Form von Wassertretanlagen oder Armbecken vorliegen und unterliegen grundsätzlich nicht der Trinkwasserverordnung. Kneipp-Anlagen werden häufig künstlich angelegt. Daneben gibt es in den natürlichen Verlauf von Fließgewässern eingebettete Wassertretstellen. Kneippen ist eine Behandlungsmethode der Hydrotherapie, die auf der Grundlage von Sebastian Kneipp angewendet wird. Hierbei wird in kaltem Wasser auf der Stelle geschritten. In Armbecken werden die Arme bis zur Mitte der Oberarme ins kalte Wasser getaucht. Die Liste erhebt keinen Anspruch auf Vollständigkeit.

## Kneipp-Anlagen im Zollernalbkreis
Derzeit sind im Zollernalbkreis neun öffentliche Kneipp-Anlagen erfasst (Stand: 8. Juni 2021):
| Bild             | Ort           | Beschreibung | ↴ Zufluss / ↳ Abfluss                 | Standort                                        |
| ---------------- | ------------- | --- | ------------------------------------- | ----------------------------------------------- |
| (weitere Bilder) | Bad Imnau     | Kneippanlage im Laibetal bei Haigerloch-Bad Imnau | ↴↳ Laibebach                          | ⊙ Laibetal                                      |
| (weitere Bilder) | Ebingen       | Kneipp-Becken im Hallenbad Ebingen | ↴ Leitungswassernetz / ↳ Abwassernetz | ⊙ Grüngrabenstraße 16                           |
| (weitere Bilder) | Engstlatt     | Kneipp-Wassertretanlage Balingen-Engstlatt, seit 2001. | ↴↳ Wertenbach                         | ⊙ Wertenbachstraße                              |
| (weitere Bilder) | Hechingen     | Kneipp-Anlage im Stadtgarten Hechingen hinter der Stadthalle „Museum“ |                                       | ⊙ Zollernstraße 2                               |
| (weitere Bilder) | Margrethausen | Kneipp-Anlage in Albstadt-Margrethausen, direkt an der Eyach, am Verbindungsweg von Margrethausen nach Lautlingen. | ↴↳ Eyach                              | ⊙ Schönenbühlstraße 18                          |
| (weitere Bilder) | Nusplingen    | Wassertretanlage an der Heckentalquelle, direkt im Sägebach. | ↴↳ Sägebach                           | ⊙ Im Heckental                                  |
| (weitere Bilder) | Oberdigisheim | Die Kneipp-Anlage befindet sich am Stausee Kohlstatt-Brunnenbach (auch Oberdigisheimer Stausee genannt) in Meßstetten-Oberdigisheim. Zur Anlage gehört auch ein kleiner Barfußpfad. Das Becken wird mit Quellwasser versorgt. | ↴ Quelle / ↳ Oberdigisheimer Stausee  | ⊙ unweit der K 7172, am Oberdigisheimer Stausee |
| (weitere Bilder) | Straßberg     | Kneippbecken im Bürgerpark. Ein Barfußpfad ist Teil der Anlage. | ↴↳ Schmeie                            | ⊙ Bürgerpark                                    |
| (weitere Bilder) | Straßberg     | Kneipp-Wassertretanlage am Kaplaneibrunnen. | ↴↳ Schmeie                            | ⊙ Kaplaneibrunnen                               |